# クリストファー・クロス
クリストファー・クロス（Christopher Cross、1951年5月3日 - ）は、アメリカ合衆国テキサス州サンアントニオ生まれのシンガーソングライター。 トレードマークはフラミンゴ。

## 経歴

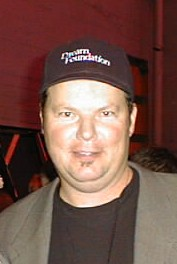
クリストファー・クロス

1979年、アルバム『南から来た男』でデビュー。デビュー時はコンサートもせず、素顔を公開していなかった。これはクリストファー自身の意向によるものであった。 天使のようなハイトーンボイスで一躍AORを代表する歌手となる。 同アルバムとシングル「セイリング」は1981年のグラミー賞の5部門を独占。特に主要4部門（最優秀アルバム賞：Album of the Year、最優秀レコード賞：Record of the Year、最優秀楽曲賞：Song of the Year、最優秀新人賞：Best New Artist）の同時受賞はグラミー賞史上初であった。この曲は、ビルボード（Billboard）誌で1980年8月30日に週間ランキング第1位を獲得。1980年ビルボード誌年間ランキングでは、第32位。翌年にはスティーヴ・ゴードン（Steve Gordon）監督・脚本の映画『ミスター・アーサー』の主題歌「ニューヨーク・シティ・セレナーデ」でアカデミー歌曲賞をバート・バカラック、キャロル・ベイヤー・セイガー、ピーター・アレンとともに受賞。「ニューヨーク・シティ・セレナーデ」は、ビルボード誌で1981年10月17日に週間ランキング第1位を獲得。1981年ビルボード誌年間ランキングでは、第12位。この曲は日本でも馴染みの深いナンバーであり、日本のオリコン洋楽シングルチャートで1981年12月7日付から6週連続1位を獲得した。
5歳から9歳までの幼少期に、軍医であった父親の仕事の関係で日本（東京代々木）に住んでいたことがある。

## ディスコグラフィ

### スタジオ・アルバム
- 『南から来た男』 - Christopher Cross (1979年、Warner Bros.)
- 『アナザー・ページ』 - Another Page (1983年、Warner Bros.)
- 『ターン・オブ・ザ・ワールド』 - Every Turn of the World (1985年、Warner Bros.)
- 『バック・オブ・マイ・マインド』 - Back of My Mind (1988年、Warner Bros.)
- 『ランデヴー』 - Rendezvous (1992年、CMC)
- 『ウインドウ』 - Window (1994年、CMC)
- 『ウォーキング・イン・アヴァロン』 - Walking in Avalon (1998年、CMC) ※オリジナル・アルバムとライブ・レコーディングの2枚組。日本では同年に『ウォーキング・イン・アヴァロン』、『ア・ナイト・ウィズ・クリストファー・クロス～ベスト・ヒット・ライヴ』のタイトルで分売。1999年には本国アメリカでも『Greatest Hits Live』、『Red Room』と改題して分売された。
- Red Room (1999年、CMC)
- A Christopher Cross Christmas (2007年、Ear)
- 『カフェ・カーライル・セッションズ』 - The Café Carlyle Sessions (2008年、Ear)
- Christmas Time Is Here (2010年、Ear)
- Doctor Faith (2011年、Ear)
- A Night in Paris (2012年、Ear)
- 『シークレット・ラダー』 - Secret Ladder (2014年、Christopher Cross)
- Take Me As I Am (2017年、Christopher Cross)

### コンピレーション・アルバム
- 『ベスト・オブ・クリストファー・クロス』 - The Best of Christopher Cross (1991年、WEA)
- Greatest Hits Live (1999年、CMC)
- 『ヴェリー・ベスト・オブ・クリストファー・クロス』 - Definitive Christopher Cross (2001年、Warner Bros./Asia) ※原題と同タイトルで選曲の違う2種類のベスト・アルバムが存在する
- The Very Best of Christopher Cross (2002年、Warner Bros.)
- Crosswords: The Best of Christopher Cross (2011年、101 Distribution)
- The Complete Works (2020年、Christopher Cross) ※1000部限定。アメリカ国内のみ。

### シングル
- 「風立ちぬ」 - "Ride Like the Wind" (1980年)
- 「セイリング」 - "Sailing" (1980年)
- "Never Be the Same" (1980年)
- 「セイ・ユール・ビー・マイン」 - "Say You'll Be Mine" (1980年)
- 「マリー・アン」 - "Mary Ann" (1980年) ※「世界歌謡祭」エントリー曲。日本盤のみ発売
- 「ニューヨーク・シティ・セレナーデ」 - "Arthur's Theme (Best That You Can Do)" (1981年) ※オリコン最高17位。翌年には三菱自動車工業のトレディアのCMソングに、日本のTVCMとしては初めて彼の曲が起用された
- 「オール・ライト」 - "All Right" (1983年) ※オリコン最高24位
- 「悲しきメモリー」 - "No Time for Talk" (1983年)
- 「忘れじのローラ」 - "Think of Laura" (1983年)
- 「チャンス・フォー・ヘヴン」 - "A Chance for Heaven" (swimming theme from 1984 Summer Olympics) (1984年)
- 「チャーム・ザ・スネイク」 - "Charm the Snake" (1985年)[2]
- 「ターン・オブ・ザ・ワールド」 - "Every Turn of the World" (1985年)
- 「ラヴ・イズ・ラヴ」 - "Love Is Love (In Any Language)" (1986年)
- 「ラヴィング・ストレンジャーズ」 - "Loving Strangers" (1986年)
- 「流されて」 - "Swept Away" (1988年)
- 「アイ・ウィル」 - "I Will (Take You Forever)" (1988年) ※フランシス・ラッフェルとのデュエット
- 「瞳のきらめき」 - "In the Blink of an Eye" (1993年)
- "Nothing Will Change" (1993年)
- 「イズ・ゼア・サムシング」 - "Is There Something" (1993年)
- "Been There, Done That" (1994年)
- "Wild, Wild West" (1994年)
- 「ウィッシング・ウェル」 - "Wishing Well" (1994年)
- 「オープン・アップ・マイ・ウインドウ」 - "Open Up My Window" (1994年)

### サウンドトラック、コンピレーションへの参加
- 1981年 映画『ミスター・アーサー』オリジナル・サウンドトラック
  - 「ニューヨーク・シティ・セレナーデ」収録。
- 1984年 ドラマ『The A-Team』サウンドトラック ※出典：SoundtrackCollector
  - 忘れじのローラ」収録。
- 1984年 「1984年第23回オリンピック・オフィシャル・ミュージック・アルバム L.A.オリンピック公式アルバム」
  - 「チャンス・フォー・ヘヴン」収録。
- 1986年 映画『ナッシング・イン・コモン』オリジナル・サウンドトラック
  - 「ラヴィング・ストレンジャーズ」収録。
- 1993年 『Mid-Summer Blossoms 3』
  - 「ワン・デイ」「クリスマス・タイム・フォーエヴァー」収録。
- 1997年 『アプローズ～トリビュート・トゥ・バート・バカラック～』
  - 「ウォーク・オン・バイ」収録。
- 2003年 『ラブ・ストーリー～小田和正ソングブック～』
  - 「さよなら」収録。
- 2003年 『シンシアリー2～竹内まりやソングブック～』
  - 「ノスタルジア」収録。

## 日本公演
- 1980年
11月3,7日:中野サンプラザ、6日:名古屋市民会館、10日:フェスティバルホール
- 1983年
2月1-3日:日本武道館、6日:福岡サンパレス、7-9日:フェスティバルホール、10日 静岡市民文化会館、11日:神奈川県民ホール、14日:宮城県スポーツセンター、15日:愛知県体育館
- 1986年
7月31日:フェスティバルホール、8月2-3日:よみうりランドイースト（グレン・フライとのジョイントライブ）
- 2002年
3月2日:東京国際フォーラム（エア・サプライとのジョイントライブ）
- 2004年
1月6日:duo Music Exchange、11月25日:ブルーノート大阪
- 2005年
10月31日,11月2日:ブルーノート東京
- 2006年
9月27-30日:ブルーノート東京、10月2日:ブルーノート大阪
- 2007年
11月21-22日:ビルボードライブ東京 23日:ビルボードライブ大阪、25,26日:ビルボードライブ福岡
- 2008年
10月20日:ビルボードライブ福岡、22,23日:ビルボードライブ東京、24,25日:ビルボードライブ大阪
- 2009年
4月1日:ビルボードライブ福岡、3-5日:ビルボードライブ東京
- 2010年
1月29,30日:ビルボードライブ大阪、2月1-3日:ビルボードライブ東京、2月4日：金沢市文化ホール
- 2011年
1月4日、5日: 名古屋ブルーノート、1月7日-10日: ブルーノート東京、1月12日: コットンクラブ(東京)、1月13日: モーション・ブルー・ヨコハマ
- 2012年
3月6日、7日: ビルボードライブ大阪、3月9日、10日、11日:ビルボードライブ東京、3月12日: 横浜ベイシェラトン ホテル&タワーズ
- 2013年
4月23日: かつしかシンフォニーヒルズ　モーツァルトホール、4月25日、26日、27日: ビルボードライブ東京、4月29日、30日: ビルボードライブ大阪
- 2014年
4月24日、25日、26日: ビルボードライブ東京、4月28日、29日: ビルボードライブ大阪

## 日本でのテレビ出演
- フジテレビ『夜のヒットスタジオ』（1983年1月31日）2度目の来日であると紹介され、同番組第6スタジオより「オール・ライト」「ニューヨーク・シティ・セレナーデ」の2曲を生披露した。
- フジテレビ『夜のヒットスタジオDELUXE』第888回（1985年12月4日）特設スタジオ (4st) より「チャーム・ザ・スネイク」を生披露した。3度目の来日での生出演であった。